# (9943) Bizan
(9943) Bizan – planetoida z pasa głównego asteroid okrążająca Słońce w ciągu 4 lat i 80 dni w średniej odległości 2,61 j.a. Została odkryta 29 października 1989 roku w obserwatorium w Tokushima przez Masayukiego Iwamoto i Toshimasa Furutę. Nazwa planetoidy pochodzi od góry Bizan (277 m n.p.m.) w prefekturze Tokushima, której nazwa nawiązuje do podobieństwa góry do brwi. Przed nadaniem nazwy planetoida nosiła oznaczenie tymczasowe (9943) 1989 UG3.